# Барт (коммуна)
Барт (фр. Barthe, окс. Barta) — коммуна во Франции, находится в регионе Юг — Пиренеи. Департамент — Верхние Пиренеи. Входит в состав кантона Кастельно-Маньоак. Округ коммуны — Тарб.
Код INSEE коммуны — 65068.

## География

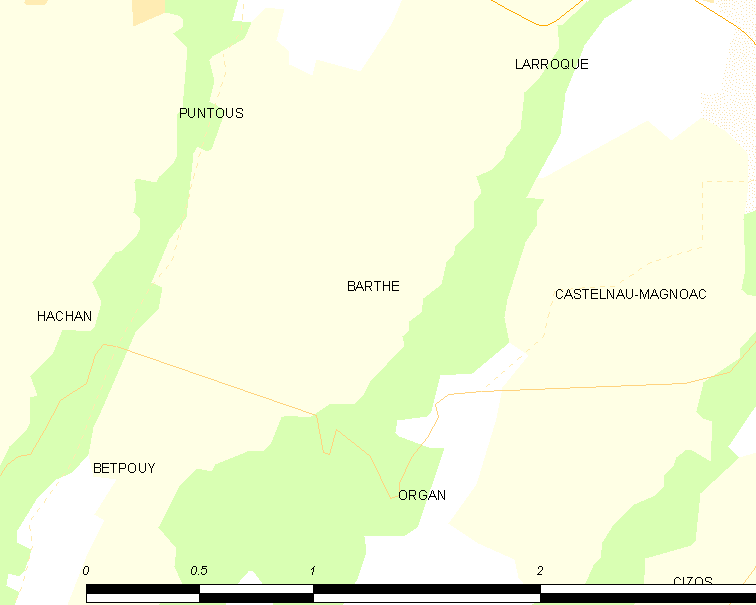
Карта коммуны

Коммуна расположена приблизительно в 640 км к югу от Парижа, в 90 км юго-западнее Тулузы, в 33 км к востоку от Тарба.

## Климат
Климат умеренно-океанический с солнечной тёплой погодой и обильными осадками на протяжении практически всего года.

## Население
Население коммуны на 2010 год составляло 16 человек.
| 1962 | 1968 | 1975 | 1982 | 1990 | 1999 | 2010 |
| ---- | ---- | ---- | ---- | ---- | ---- | ---- |
| 29   | 28   | 25   | 28   | 23   | 24   | 16   |

## Администрация
| Период | Период | Фамилия    | Партия | Примечания |
| ------ | ------ | ---------- | ------ | ---------- |
| 2001   | 2014   | Морис Луде |        |            |
| 2014   | 2020   | Алин Дюко  |        |            |

## Экономика
В 2010 году среди 10 человек трудоспособного возраста (15-64 лет) 8 были экономически активными, 2 — неактивными (показатель активности — 80,0 %, в 1999 году было 61,1 %). Из 8 активных жителей работали 7 человек (3 мужчин и 4 женщины), безработной была 1 женщина. Среди 2 неактивных 0 человек были учениками или студентами, 2 — пенсионерами, 0 были неактивными по другим причинам.